# Telencéfalo
O Telencéfalo forma a maior porção do encéfalo. Juntamente com o Diencéfalo, constitui o Prosencéfalo durante o desenvolvimento embrionário. O telencéfalo compreende os dois hemisférios cerebrais, direito e esquerdo, incompletamente separados pela fissura longitudinal do cérebro.

## Desenvolvimento

Vesículas encefálicas primordiais

Durante o desenvolvimento embrionário, o Tubo Neural é constituído por uma porção craniana, o arquencéfalo que dá origem ao encéfalo do adulto, e uma porção caudal que origina a medula espinal. No arquencéfalo distinguem-se inicialmente três dilatações, as vesículas encefálicas primordiais, denominadas prosencéfalo, mesencéfalo e rombencéfalo. O prosencéfalo se diferenciará, posteriormente, em duas vesículas: o telencéfalo e o diencéfalo.

## Estrutura
Os hemisférios cerebrais apresentam 3 faces: Supero-externa, Interna e inferior. Cada hemisfério encontra-se ainda dividido em seis lobos, separados por sulcos principais: lobo frontal , parietal , temporal, occipital, lobo da insula e lobo do corpo caloso
Os lobos cerebrais são constituídos por circunvoluções, separadas por fissuras, cuja função é aumentar ao máximo a área de superfície do córtex cerebral sem exigir um aumento correspondente do volume cerebral

### Sulcos principais

Principais sulcos do hemisfério cerebral: A-sulco pré-central; B- Rego de Rolando; C-sulco pós-central; D-sulco frontal superior; E-sulco frontal inferior; F-Rego de Sylvius; G-sulco temporal superior; H-sulco temporal inferior

Os principais sulcos de cada hemisfério e que separam os diferentes lobos entre sí são cinco:
- Rego de Rolando (sulco central)
- Rego de Sylvius (sulco lateral)
- Rego Parieto-occipital
- Rego Calcarino
- Rego Caloso-marginal

O Rego de Rolando inicia-se um pouco atrás da porção média da fissura longitudinal do cérebro, dirigindo-se de seguida obliquamente para baixo ao longo da face supero-externa do hemisfério cerebral. Termina um pouco acima do Rego de Sylvius, do qual é separado por uma pequena prega cortical. O Rego de Rolando separa o lobo frontal, anterior, do lobo parietal, posterior.
O Rego de Sylvius inicia-se na face inferior do hemisfério, para fora da Substância Perfurada Anterior, como uma fenda profunda que separa a face inferior do lobo frontal do lobo temporal. Dirige-se de seguida para fora e contorna o bordo inferior do hemisfério para alcançara face supero-externa do mesmo, onde se divide em três ramos: anterior, ascendente e posterior. O Rego de Sylvius separa o lobo frontal e parietal do lobo temporal.
O Rego Parieto-Occipital inicia-se ao nível da porção posterior do bordo superior do hemisfério. A partir deste ponto irá percorrer a face supero-externa, onde constitui o Rego Perpendicular externo, e a face interna do hemisfério, onde constitui o Rego Perpendicular interno.
O Rego Perpendicular externo separa o lobo parietal e temporal, anteriormente, do lobo occipital, posteriormente. No entanto, este rego encontra-se obliterado por inúmeras pregas comunicativas que unem os diferente lobos entre si, sendo apenas observável a sua extremidade superior e a sua extremidade inferior, que constitui a incisura pré-occipital.
O Rego Perpendicular interno limita posteriormente a face interna do lobo parietal.
O Rego Calcarino é o único dos sulcos aqui descrito que não separa dois lobos cerebrais. Inicia-se a partir do Rego Perpendicular interno, tendo um trajecto quase horizontal ao nível da face interna do hemisfério cerebral. De seguida contorna o vértice do lobo occipital para terminar na face supero-externa do hemisfério. Na porção posterior das paredes do Rego Calcarino encontra-se a Área Visual Primária que possui um papel fundamental no mecanismo da visão.
O Rego Caloso-Marginal situa-se na face interna do hemisfério cerebral. Inicia-se antero-inferiormente ao joelho do Corpo Caloso, tendo depois um trajecto paralelo ao bordo superior do mesmo, posicionando-se em igual distância entre este e o bordo superior do hemisfério. Ao nível da extremidade posterior do corpo caloso, o Rego Caloso Marginal inflecte-se superiormente e termina ao nível do bordo superior do hemisfério.

### Lobos
Cada hemisfério apresenta 5 lobos:
- lobo frontal
- lobo parietal
- lobo temporal
- lobo occipital
- lobo da insula

Estes lobos possuem aproximadamente a mesma área em ambos os hemisférios cerebrais: por vezes, no entanto, podem existir certas áreas num hemisfério e não noutro. Esta situação relaciona-se com o conceito de dominância hemisférica, sendo o hemisfério esquerdo usualmente o dominante.

### Lobo frontal

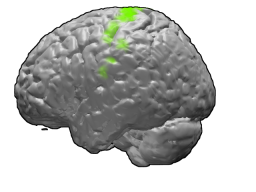
Face supero-externa do hemisfério cerebral. A verde encontra-se a área motora primária

O lobo frontal estende-se ao longo das faces supero-externa, interna e inferior de cada hemisfério. Tem a forma de uma pirâmide triangular, cujo vértice é anterior, sendo limitado na sua face supero-externa pelo rego de Rolando e pelo rego de Sylvius e na sua face interna pelo rego Caloso-marginal, inferiormente. A sua face inferior é ainda separada atrás do lobo temporal pelo segmento transverso do rego de Sylvius.

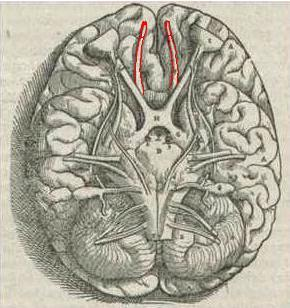
Face inferior do hemisfério cerebral. A vermelho encontra-se o bulbo e o pedúnculo olfactivo

Na face supero-externa do lobo frontal existem quatro circunvoluções: a circunvolução pré-central ou pós Rolandica, anteriormente ao Rego de Rolando e atrás do sulco pré-central; a circunvolução frontal superior, ao longo do bordo superior do hemisfério superiormente ao sulco frontal superior; a circunvolução frontal média entre o sulco frontal superior e o sulco frontal inferior; a circunvolução frontal inferior situada abaixo do sulco frontal inferior. Na face supero-externa existem duas áreas de particular interesse: a área motora primária, na circunvolução pré-central;; área motora secundária ou pré-motora, situada anteriormente à área motora primária; área motora suplementar; Área de Broca, nas porções posteriores da circunvolução frontal inferior, responsável pela coordenação motora da linguagem. No terço anterior do lobo frontal encontra-se ainda o Córtex pré-frontal envolvido na construção da personalidade do individuo e na sua organização social.
Na face interna encontra-se a vertente interna da circunvolução frontal superior, que posteriormente forma o lóbulo paracentral.
A face inferior assenta na abóbada das cavidades orbitárias e é atravessada pelos sulcos orbitários e pelo sulco olfactivo, onde se situa o bulbo e o pedúnculo olfactivo que fazem parte das vias de transmissão do sistema olfactivo.

### Lobo Parietal
A face supero-externa do lobo parietal é separada do lobo temporal pelo Rego de Sylvius, do lobo frontal pelo Rego de Rolando e do lobo occipital pelo Rego Perpendicular externo (Rego parieto-occipital). Imediatamente atrás do Rego de Rolando, a face supero-externa do lobo parietal é atravessada por um outro sulco, o Sulco pós-central, que limita, juntamente com o rego de Rolando, a circunvolução parietal ascendente ou pós-central onde se encontra a Área Somestésica primária. Posteriormente a esta circunvolução, o lobo parietal é percorrido pelo sulco intraparietal, que separa a circunvolução parietal superior da circunvolução parietal inferior. Este último é dividido por uma pequena fissura horizontal em dois lóbulos: o lóbulo marginal (anterior) e o lóbulo angular (posterior).
A face interna do lobo parietal é diminuta. Apresenta, no entanto, o lóbulo quadrilátero ou precuneus que se relaciona anteriormente com o lóbulo paracentral.
O lobo parietal apresenta funções ao nível da sensibilidade, recebendo impulsos sensitivos provenientes dos nervos periféricos. Apresenta a área somestésica primária, na circunvolução pós-central; a área somestésica secundária; a área somestésica de associação, responsável por integrar diferentes modalidades da sensibilidade e conferir ao individuo a capacidade de estereognosia. Está também envolvida na capacidade de percepção espacial e na construção da imagem corporal.

### Lobo temporal

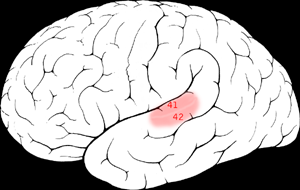
Área auditiva primária e secundária, na face supero-externa do lobo temporal

O lobo temporal encontra-se inferiormente aos lobos frontal e parietal, dos quais é separado pelo Rego de Sylvius. Estende-se sobre a face supero-externa e inferior dos hemisférios.
Na face supero-externa estende-se para a frente de modo a que a sua porção anterior constitui o polo temporal. Posteriormente, continua-se com o lobo occipital. Esta face é percorrida por dois sulcos, o sulco temporal superior e inferior, que delimitam três circunvoluções: a circunvolução temporal superior (entre o rego de Sylvius e o sulco temporal superior); circunvolução temporal média (entre o sulco temporal superior e inferior); e a circunvolução temporal inferior (inferiormente ao sulco temporal inferior). Na porção posterior da circunvolução temporal superior encontra-se a Área auditiva primária, envolvida na audição. Na face supero-externa encontra-se ainda a Área de Wernicke, que rodeia a extremidade posterior do rego de Sylvius. A Área de Wernicke está envolvida na compreensão do discurso e a sua lesão leva à Afasia de Wernicke, uma condição em que o paciente tem a capacidade de produção de fala intacta mas não compreende o significado das palavras, produzindo um discurso sem sentido.
Na face inferior do lobo temporal existem duas circunvoluções, a 4ª circunvolução temporal e a 5ª circunvolução temporal (ou circunvolução parahipocâmpica) que se continuam, respectivamente, com a 4ª e 5ª circunvoluções occipitais para formar o lóbulo fusiforme e o lóbulo lingual.

### Lobo occipital
O lobo occipital corresponde à porção posterior dos hemisférios cerebrais. Apresenta uma forma triangular, sendo o seu vértice posterior e correspondendo ao pólo occipital. Abrange todas as 3 faces do hemisfério.
A sua face supero-externa é atravessada por dois sulcos, o sulco occipital superior e o sulco occipital inferior que dividem esta face em três circunvoluções (superior, média e inferior).
A face inferior do lobo occipital é ocupada pela 4ª e 5ª circunvoluções occipitais, que se continuam com a circunvolução temporal respectiva.
Na face interna encontra-se a 6ª circunvolução occipital. Esta face é percorrida pelo Rego Calcarino, à volta do qual se encontra a Área Visual primária que, por sua vez, é rodeada pela Área Visual secundária.

### Lobo da insula

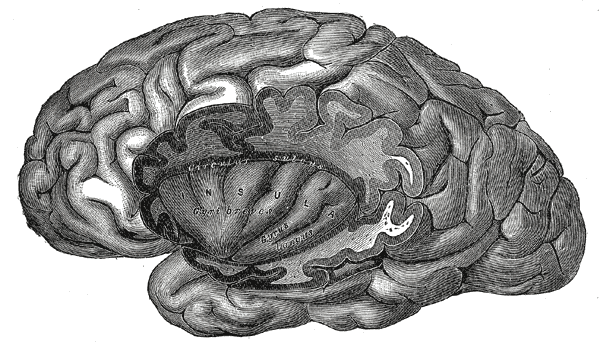
Lobo da ínsula, no fundo do Rego de Sylvius

O lobo da ínsula encontra-se na profundidade do Rego de Sylvius, sendo recoberto pelo lobo parietal e pelo lobo temporal. É dividido por quatro sulcos em cinco circunvoluções. Desses sulcos um é mais profundo e constitui o sulco central, que se encontra entre a 2ª e a 3ª circunvolução da ínsula.
A ínsula tem uma forma triangular, de vértice anterior e base superior. A sua base é separada dos lobos adjacentes pela circunferência de Reil, enquanto o seu vértice é separado da substância perfurada anterior pela prega falciforme ou límen da insula
A função da ínsula ainda não é completamente conhecida, mas pensa-se que participe na articulação de fonemas necessária à produção da palavra falada.

## Constituição
O telencéfalo é constituído pelas seguintes sub-regiões:
- Córtex cerebral- camada de substância cinzenta que se encontra na superficie dos hemisférios cerebrais
- Substância branca- camada interna do telencéfalo que se estende desde os núcleos de base até ao córtex cerebral
- Núcleos da base- grupo de núcleos com funções ao nível do controlo motor, da cognição, da aprendizagem e da emoção

## Funções
As funções do telencéfalo são da responsabilidade do córtex cerebral e dos núcleos de base, que serão responsáveis pelo controle do movimento, da emoção, da sensibilidade, da visão, da audição, entre outras coisas.

### Movimento
O telencéfalo controla as funções motoras voluntárias. Estas funções têm origem na área motora primária e noutras áreas corticais responsáveis pelo planeamento do movimento, como a área pré-motora e a área motora suplementar. Os axónios dos neurónios da área motora primária constituem o Tracto Corticoespinhal, que terminará por sinapsar com os neurónios dos cornos anteriores da medula espinhal. Os neurónios destes axónios irão depois inervar os músculos esqueléticos através das raízes anteriores dos nervos espinhais.
Da área motora primária parte ainda o Tracto Corticonuclear, que irá terminar nos núcleos motores dos nervos cranianos participando assim no controlo da motricidade da face.
Lesões nas áreas motoras do córtex conduz a hemiplegia ou hemiparesia que se manifesta na metade contra-lateral do corpo, uma vez que as áreas motoras controlam os movimentos das regiões contra-laterais.

### Sensibilidade
As áreas sensitivas do córtex, localizadas no lobo parietal, recebem impulsos sensitivos a partir dos nervos periféricos, permitindo a sensibilidade táctil, vibratória, proprioceptiva, termoálgica e visceral.
O cortéx possui ainda áreas sensoriais que recebem e processam impulsos visuais, auditivos, gustativos e olfactivos.

### Comunicação
A linguagem e a comunicação são controladas por áreas corticais específicas. A porção motora da linguagem é controlada pela Área de Broca, ao nível da circunvolução frontal inferior do lobo frontal, enquanto a compreensão do discurso é da responsabilidade da Área de Wernicke que se situa no lobo temporal. Estas áreas apenas são funcionais no hemisfério dominante e a sua lesão pode levar à afasia, estado onde ocorre uma perda mais ou menos exclusiva da capacidade de produção e/ou compreensão do discurso e da linguagem.

### Comportamento emocional
O comportamento emocional dos indivíduos é controlado por áreas corticais, em especial o Córtex pré-frontal, e ainda por núcleos de base, como o núcleo anterior do Tálamo. O estado emocional é ainda influenciado pelo Sistema Límbico, um sistema constituído por um conjunto de estruturas relacionadas funcionalmente, como a Circunvolução do Corpo Caloso, a Circunvolução Parahipocâmpica, o Hipocampo, a Amígdala e o Aparelho Olfactivo. O sistema límbico apresenta várias relações com o Hipotálamo, que se pensa que constitua a principal via eferente do sistema límbico.